# El mejor papá del mundo
El mejor papá del mundo  es una película de Argentina en blanco y negro dirigida por Francisco Mugica según el guion de Sixto Pondal Ríos y Carlos Olivari que se estrenó el 14 de marzo de 1941 y que tuvo como protagonistas a Elías Alippi, Ángel Magaña, Nuri Montsé y Hugo Pimentel. Fue la última película de Alippi, quien falleció en mayo de 1942.

## Sinopsis
Un joven da una dura lección a su padre, un abogado prestigioso complicado en manejos de una empresa extranjera,

## Reparto
- Elías Alippi
- Ángel Magaña
- Nuri Montsé
- Hugo Pimentel
- Domingo Márquez
- Carlos Bertoldi
- Ricardo Passano
- María Esther Buschiazzo
- Salvador Sinaí
- Alberto Terrones
- Carlos Rodríguez
- Hugo Ugarte
- Mario C. Lugones
- Percival Murray
- Adolfo Meyer
- José Herrero

## Comentarios
El crítico Roland opinó que "en su maravillosa sencillez, es un film de calidad y, a la vez, un agradable pasatiempo" y Manrupe y Portela apuntan respecto del filme:"Película simple y aleccionadora con un temprano mensaje antiimperialista...incluye una escena en una sala de directorio calcada de otra idéntica de Kilómetro 111 de Soffici." La crónica de La Mañana de Montevideo expresó:

"La dirección segura y eficaz mantiene en todo momento a El mejor... dentro de un ritmo ágil e interesante, matizado de continuo con notas finamente cómicas y ...emotivas"